# سمگاماخی
سمگاماخی (به لاتین: Semgamakhi) یک منطقهٔ مسکونی در روسیه است که در شهرستان آگولسکی واقع شده‌است.